# 2621 Ґото
2621 Ґото (2621 Goto) — астероїд головного поясу, відкритий 9 лютого 1981 року.
Тіссеранів параметр щодо Юпітера — 3,164.